# Берец Вільмош-Йожеф Іштванович
Вільмош-Йожеф Іштванович Бе́рец (нар. 14 жовтня 1915, Сигіт — пом. 30 листопада 1999, Ужгород) — український живописець, графік і мистецтвознавець; член Спілки художників України з 1956 року. Батько художниці Маргарити Берец.

## Біографія
Народився 14 жовтня 1915 року в місті Сигіті (тепер Румунія). У 1934–1939 роках навчався у Чеському технічному інституті в Празі (викладачі Олдржих Блажичек, Циріл Боуда, Йозеф Сейпка). У 1940 році закінчив педагогічний факультет Будапештського художнього інституту (викладачі Вільмош Аба-Новак, Е. Баранський) та у 1951 році курси в Московських центральних художніх реставраційних майстернях.
У 1948–1975 роках працював викладачем Ужгородського училища прикладого мистецтва. У 1948–1953 брав участь у створенні Ужгородської картинної галереї. Жив в Ужгороді в будинку на вулиці Тихій № 3. Помер в Ужгороді 30 листопада 1999 року.

## Творчість
Працював у різних техніках живопису й графіки: олія, темпера, акварель, ліногравюра, малюнок олівцем, пером. Створював портрети, пейзажі, тематичні композиції, ілюстрував книги, писав мистецтвознавчі статті та есе. Серед робіт:
художні твори
- ілюстрації до книжки Аркадія Гайдара «Тимур і його команда» (1949, Ужгород);
- «Портрет заслуженого художника РРФСР Сергія Чуракова» (1961);
- «Вечір» (1973);
- «Натюрморт з керамікою» (1974);
- «На Рахівщині» (1975);
- «За читанням» (1977);
- «Сад» (1979);
- «Квіти» (1984);
- «Білі флокси» (1993);

мистецтвознавство
- біографічні нариси «С. Васильківський», «В. Верещагін» (1954);
- статті про творчість художників Закарпаття (1948—1968);

З 1950 року брав участь в обласних, республіканських і всесоюзних виставках; персональна відбулася в 1995 році в Ужгороді.
Твори зберігаються в Закарпатському художньому музеї, Дирекції виставок Національної спілки художників України.